# Émile Deutsch de la Meurthe

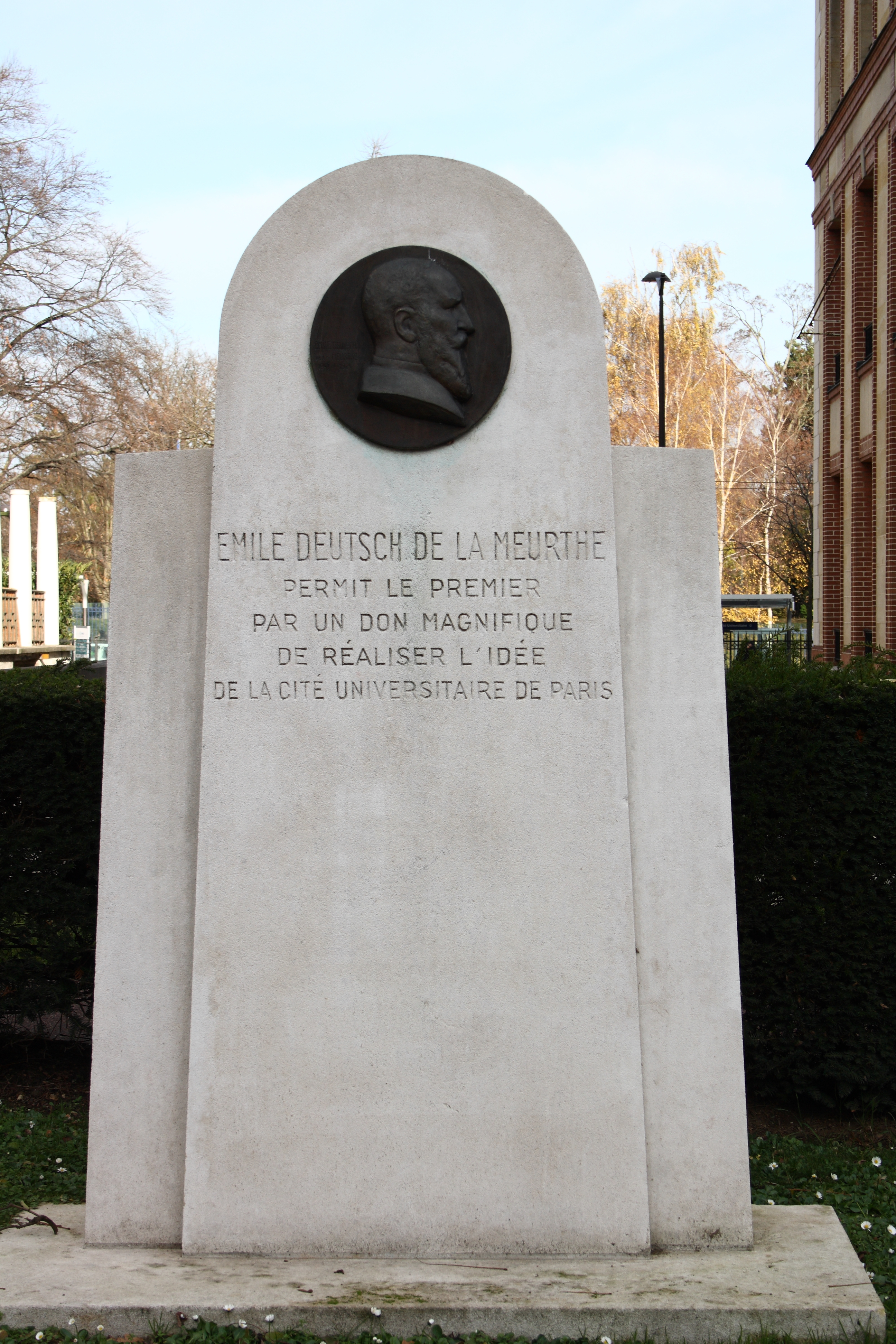
Gedenktafel in der Cité internationale universitaire

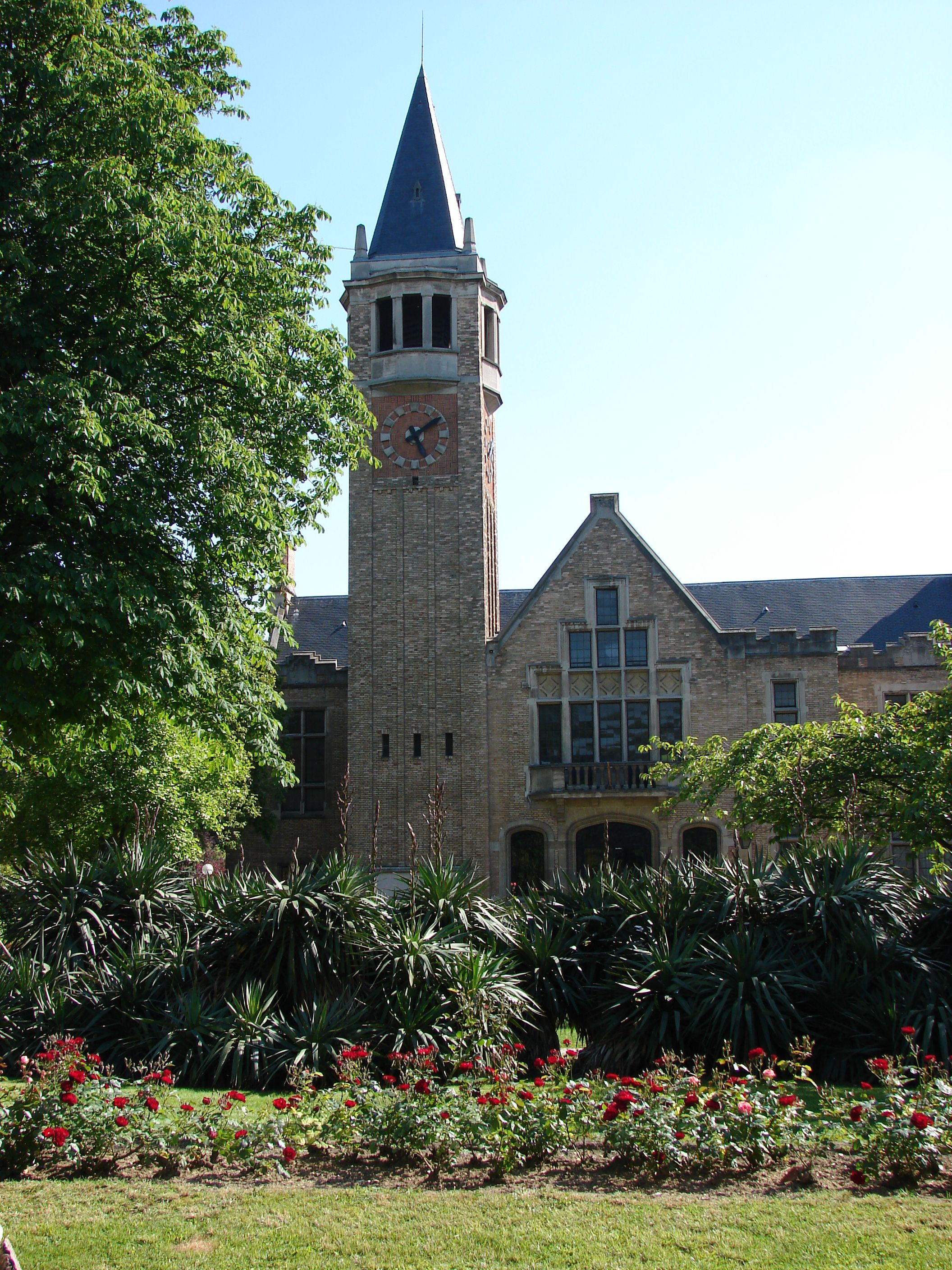
Fondation Deutsch de la Meurthe in der Cité internationale universitaire, zentraler Verwaltungspavillon

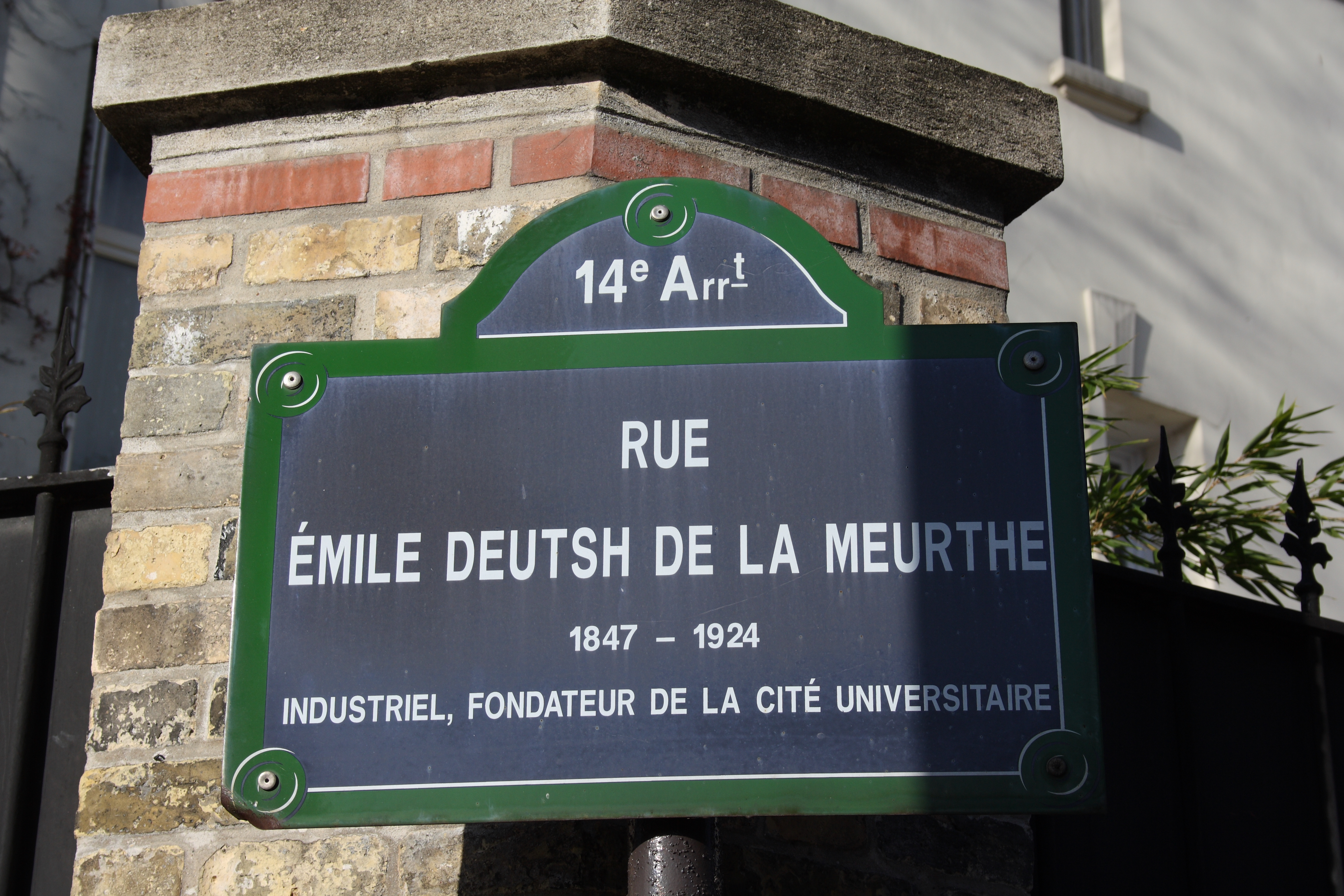
Straßenschild in Paris mit falscher Schreibweise des Namens

Émile Deutsch de la Meurthe (22. Oktober 1847 in La Villette (Paris) – 18. Mai 1924 in Quimper), geboren als Émile Deutsch, war ein französischer Industrieller und Philanthrop.

## Familie
Émile Deutsch de la Meurthe wurde als Sohn des jüdischen Kaufmanns Alexandre Deutsch (* 1815 in Lothringen) geboren, der in Pantin eine Erdölraffinerie einrichtete und damit den Grundstein für das zukünftige Firmenimperium legte. Émile und sein Bruder Henry nahmen den Namenszusatz de la Meurthe an, zur Erinnerung an die Herkunft ihrer Vorfahren aus dem Gebiet der Meurthe. Émile Deutsch de la Meurthe war verheiratet mit Louise, geb. Halphen († 1914). Aus dieser Ehe entstammen vier Töchter: Marie Henriette Emilie (1879–1973), Yvonne Fanny (1882–1969), Lucie Jeanne (1888–1945) und Fernande Amélie Valentine (1894–1969).

## Leben
Ab 1877 führte Émile Deutsch de la Meurthe zusammen mit seinem Bruder Henry das väterliche Unternehmen, das zunächst A. Deutsch et ses Fils und später Les Fils de A. Deutsch hieß. Sie entwickelten einen Ölkonzern, der Raffinerien in Frankreich, Spanien und Österreich-Ungarn besaß. 1922 brachte Émile seine Firma in ein Gemeinschaftsunternehmen mit der Royal Dutch Shell ein, die neu geschaffene Firma hieß Société des Pétroles Jupiter.

## Philanthropische Werke
Émile Deutsch de la Meurthe stiftete einen großen Teil seines Vermögens für philanthropische Werke. 1915 war er Mitbegründer des Œuvre des orphelins israélites de la guerre (Stiftung für jüdische Kriegswaisen). 1916 begründete er die Fraternité franco-américaine, die Kriegswaisen in mehreren Ländern unterstützte. Für seine Arbeiter gründete er eine eigene Sozialversicherung.
Mit wesentlicher Unterstützung von Émile Deutsch de la Meurthe konnte am südlichen Stadtrand von Paris die Cité internationale universitaire geschaffen werden. Das Studentenwohnheim der Fondation Deutsch de la Meurthe ist nach ihm und seiner Frau benannt.

## Ehrungen
Émile Deutsch de la Meurthe war Kommandeur der Ehrenlegion,  Komtur des Orden de Isabel la Católica und Träger des Croix de guerre. Nach seinem Tod wurde mit Beschluss vom 2. Oktober 1924 im 14. Arrondissement von Paris die Rue Émile-Deutsch-de-la-Meurthe nach ihm benannt.